# ベーテ格子

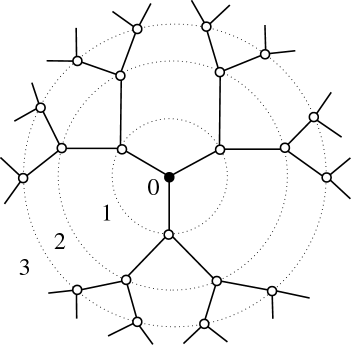
A Bethe lattice with coordination number z = 3

ベーテ格子あるいはケイリー樹 (ケイリーグラフ(Cayley graph)の一種)は、1935年にハンス・ベーテによって導入された無限サイズの木グラフで、 各ノードはz個のノードに隣接している。ここでzは配位数と呼ばれる。ベーテ格子は根つき木で、根ノードのまわりに殻があって、その殻に他のノードが配置されている。根ノードは格子の原点とも呼ばれる。k番目の殻にあるノード数は
{\displaystyle \,N_{k}=z(z-1)^{k-1}{\text{ for }}k>0.}
で与えられる。根ノードの隣接ノード数をz − 1とするベーテ格子の定義もある。
特有のトポロジカルな構造により、この格子上における格子モデルの統計力学は厳密に解けることがよくある。厳密解はベーテ近似と関係している。

## ケイリーグラフとの関係
各ノードが他の2n個のノードに結合しているベーテ格子は、本質的にn個の生成子上の自由群のケイリーグラフである。
n個の生成子による群Gの表現は、n個の生成子上の自由群から群Gへの全射に対応し、ケイリーグラフの言葉で言えばケイリー樹からケイリーグラフへの全射に対応する。このことは（代数的位相幾何学では）ケイリーグラフの普遍被覆と解釈することもできる。その被覆は一般に単連結ではない。
ベーテ格子とケイリー樹は、前者は無限で後者は有限と区別される。したがって、ベーテ格子は表面がないが、一方でケイリー樹では表面の寄与は無視できないほど大きい。

## リー群におけるベーテ格子
ベーテ格子はフックス群(Fuchsian group)といった双曲的なリー群の離散部分群として現れる。それ故、ベーテ格子はリー群における格子の意味でも格子である。

## 関連記事
- 結晶